# 南サンボアンガ州

サンボアンガ・デル・スル州の位置

南サンボアンガ州（みなみサンボアンガしゅう、Province of Zamboanga del Sur）は、フィリピン南部のミンダナオ島西部に伸びるサンボアンガ半島南海岸と半島の付け根にあたる共にサンボアンガ半島地方（Zamboanga Peninsula, Region IX）に属している部分の州である。州都は東側のパガディアン（Pagadian）。面積4,964.1km2、人口1,010,674人（2015年）。サンボアンガ半島の先端にあるサンボアンガ市は、統計上は南サンボアンガ州の一部とされる。

## 歴史
2001年2月22日、中央部がサンボアンガ・シブガイ州として分離したために南サンボアンガ州西側全域のサンボアンガ市は飛び地となった。
2013年9月、サンボアンガ市でZamboanga City crisisがあり、州から独立した状態（バンサモロ、バンサモロ共和国、2013年）である。